# Boddhisattva-løftet
Boddhisattva-løftet er et løfte, der afgives af buddhister, der derved lover at lade sig genføde på jorden, hvis de skulle opnå erkendelse i deres nuværende liv. Som genfødte med fuldt oplyst bevidsthed kan de hjælpe jordens andre væsener med at opnå den samme erkendelse...